# Rantem
Rantem est une communauté canadienne située sur l'île de Terre-Neuve dans la province de Terre-Neuve-et-Labrador. Elle porte le nom de l'Anse de Rantem, ou crique Rantem.